# Łuna 18
Łuna 18 (ros. Луна 18, tłum. Księżyc 18) – radziecka bezzałogowa sonda kosmiczna wystrzelona w ramach programu Łuna. Jej zadaniem było m.in. zebranie i dostarczanie na Ziemię próbek gruntu księżycowego.

## Przebieg misji
Sonda została wystrzelona z kosmodromu Bajkonur w Kazachstanie 2 września 1971 roku. Na orbitę wokółksiężycową została wprowadzona 6 września 1971 roku. Krążyła wokół Księżyca, realizując program badań naukowych do dnia 11 września 1971 roku. W tym czasie 54 razy okrążyła Księżyc i przeprowadzono z nią 85 sesji komunikacyjnych. W dniu 11 września przy użyciu silniczków hamujących skierowano ją w stronę powierzchni Księżyca, uległa jednak rozbiciu w miejscu o współrzędnych 3,5°N/56,5°E. W momencie uderzenia komunikacja z sondą ustała.